# Brass in Pocket
"Brass in Pocket", in sommige uitgaven weergegeven als "Brass in Pocket (I'm Special)" is een nummer van de Brits-Amerikaanse rockband The Pretenders uit 1979.
Het lied is geschreven door bandleden Chrissie Hynde en James Honeyman-Scott en is geproduceerd door Chris Thomas. Het nummer is ontstaan vanuit een gitaarriff van Honeyman-Scott, waar Hynde vervolgens de rest van het nummer omheen schreef. Het is de derde single van het debuutalbum van de band.
Brass in Pocket werd de grootste hit van de band tot dan toe, en bereikte de eerste plek in het VK. Ook in Zweden en Ierland werd de eerste plek gehaald. In de Nederlandse Top 40 kwam het tot een zevende plek, in de Vlaamse Ultratop 50 tot een vijfde. De videoclip een van de eerste videoclips die op MTV werd uitgezonden bij de lancering op 1 augustus 1981.
Het nummer is gecoverd door Suede voor een liefdadigheidsproject van het Britse muziektijdschrift NME.

## NPO Radio 2 Top 2000
| Nummer met noteringen in de NPO Radio 2 Top 2000 | '99  | '00 | '01  | '02  | '03  | '04  | '05  |
| ------------------------------------------------ | ---- | --- | ---- | ---- | ---- | ---- | ---- |
| Brass in Pocket                                  | 1342 | 818 | 1028 | 1497 | 1731 | 1537 | 1953 |

1. ↑  Een vetgedrukt getal geeft de hoogste notering aan.
2. ↑  Deze tabel is bijgewerkt tot en met de laatste editie (2024).